# Курчавка
Курча́вка (лат. Atrapháxis) — род многолетних ветвистых кустарников семейства Гречишные.
Название atraphaxis упоминается ещё у Диоскорида в I веке н. э., в переводе с древнегреческого буквально означает «непитательная» и указывает, что растение бесполезно как корм для скота.

## Морфологическое описание
Кустарники или кустарнички высотой от 0,2 до 2 м, обычно значительно ветвистые непосредственно от уровня почвы. Кора серая или бурая, шелушащаяся. Побеги удлинённые и укороченные, часто заканчивающиеся колючкой.
Листья с перепончатыми влагалищными раструбами, опадающие, от яйцевидных до линейных, 0,5—6 см длиной, почти сидячие, цельные, жёсткие, кожистые, слегка мясистые.
Цветки в пазушных или верхушечных мелких кистях, обоеполые, околоцветник простой 4—5-членный. Тычинок 6—8, у основания сросшихся в железистое кольцо, с нектарниками. Завязь верхняя, одногнёздная, с 2—3 столбиками и головчатыми рыльцами. Листочки околоцветника при плодах не опадают и разрастаются; наружные, более мелкие, отгибаются вниз; внутренние, значительно более крупные, торчат вверх.
Плод — сидячий чечевицеобразный крылатый или трёхгранный бескрылый орешек.

## Географическое распространение
Ареал рода на востоке доходит до Восточной Сибири (Ангаро-Саянский и Даурский районы); Алтай, широко распространён в Казахстане и по всей Средней Азии. В западной части ареал его захватывает Заволжье, Волго-Донской район, Причерноморье и Крым, Закавказье и Дагестан, а за пределами РФ — Грецию, южная граница рода проходит от Синайского полуострова, через Сирию, Ирак, Иран, Афганистан, Пакистан, Синьцзян и Тибет до Монголии включительно.
Бо́льшая часть ареала рода Atraphaxis приходится на аридные территории. Основные местообитания его видов— каменистые склоны пустынных гор и холмов, солонцеватые, щебнистые и каменистые пустыни, бугристые пески, долины пустынных и степных рек, галечные, щебнистые долины и сухие каменистые русла пустынных и горных рек, глинистые склоны и обрывы, меловые обнажения от предгорий до средних горных поясов. Только один вид Atraphaxis muschketowii Krasn. эндемичный для Заилийского Алатау растёт на луговых и лугово-степных склонах предгорий, а также яблоневых лесах района Алма-Аты.

## Виды

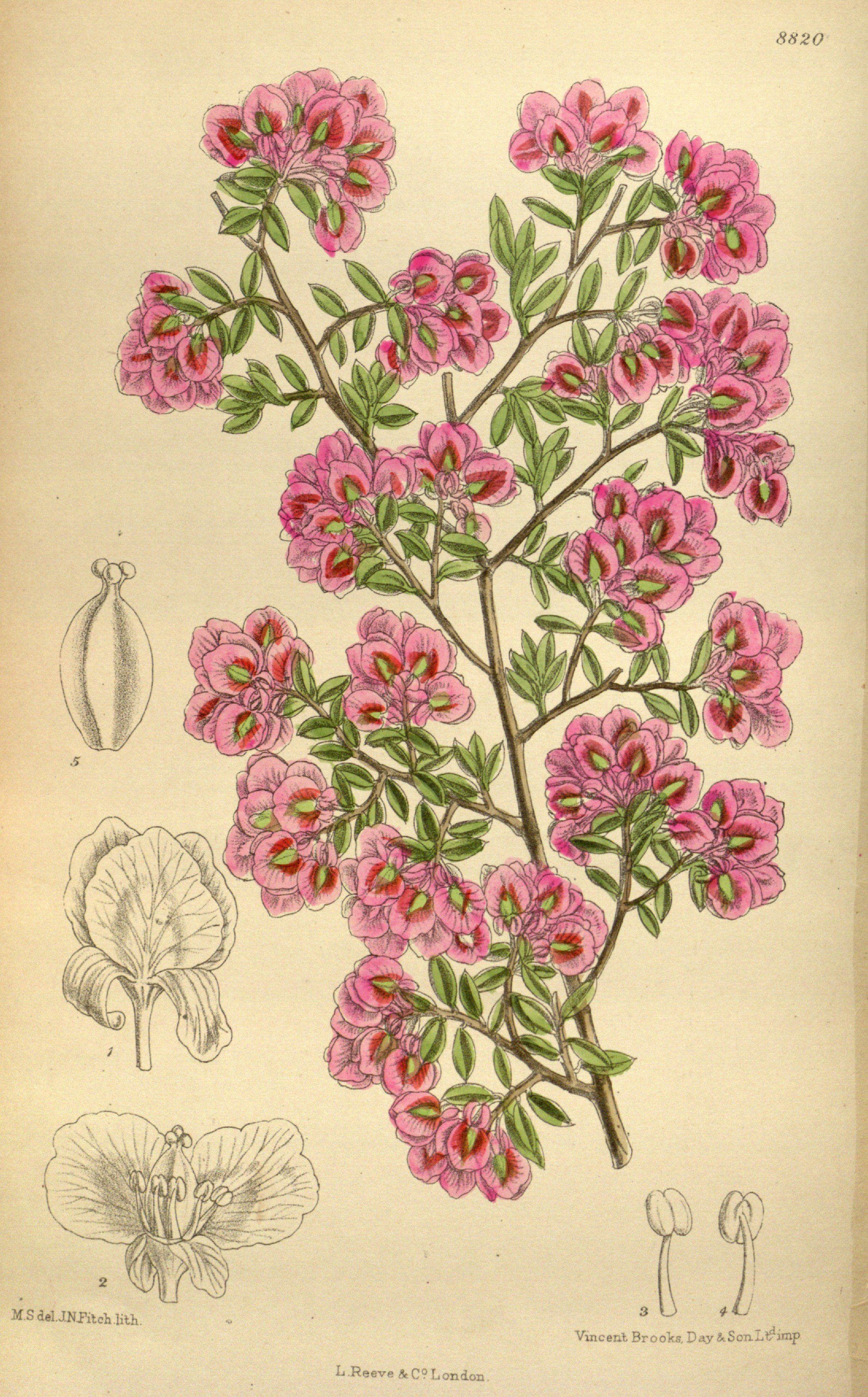
Atraphaxis billardieri

По информации базы данных The Plant List, род включает 32 вида:
- Atraphaxis angustifolia Jaub. & Spach — Курчавка узколистная
- Atraphaxis arianum (Grig.) T.M.Schust. & Reveal
- Atraphaxis atraphaxiforme (Botsch.) T.M.Schust. & Reveal
- Atraphaxis aucheri Jaub. & Spach
- Atraphaxis avenia Botsch.
- Atraphaxis badghysi Kult. — Курчавка бадхызская
- Atraphaxis billardieri Jaub. & Spach
- Atraphaxis bracteata Losinsk.
- Atraphaxis canescens Bunge
- Atraphaxis caucasica (Hoffm.) Pavlov
- Atraphaxis compacta Ledeb.
- Atraphaxis daghestanica (Lovelius) Lovelius
- Atraphaxis decipiens Jaub. & Spach — Курчавка обманчивая
- Atraphaxis frutescens (L.) K.Koch — Курчавка кустарниковая
- Atraphaxis grandiflora Willd.
- Atraphaxis intricata Mozaff.
- Atraphaxis irtyschensis Chang Y.Yang & Y.L.Han
- Atraphaxis karataviensis Pavlov & Lipsch.
- Atraphaxis kopetdagensis Kovalevsk.
- Atraphaxis laetevirens (Ledeb.) Jaub. & Spach — Курчавка ярко-зелёная
- Atraphaxis macrocarpa Rech.f. & Schiman-Czeika
- Atraphaxis manshurica Kitag.
- Atraphaxis muschketowii Krasn. — Курчавка Мушкетова
- Atraphaxis pungens (M.Bieb.) Jaub. & Spach — Курчавка колющая
- Atraphaxis pyrifolia Bunge — Курчавка грушелистная
- Atraphaxis rodinii Botsch.
- Atraphaxis seravschanica Pavlov
- Atraphaxis spinosa L. — Курчавка колючая
- Atraphaxis suaedifolia Jaub. & Spach
- Atraphaxis teretifolia (Popov) Kom. — Курчавка вальковатолистная
- Atraphaxis toktogulicum (Lazkov) T.M.Schust. & Reveal
- Atraphaxis virgata (Regel) Krasn.

По информации базы данных The Plant List, вид Курчавка отогнутая (Atraphaxis replicata Lam.) признан синонимом вида Курчавка колючая (Atraphaxis spinosa L.)